# فريدون كرايلي
فريدون كرايلي (بالفارسية: فریدون گرایلی) (21 مارس 1942 - 5 أكتوبر 2000) کاتب تاريخ وسیرة ، شاعر فارسي إيراني. هو أول من کتب عن نيسابور ومشاهيرها في القرون الجديدة. من أعماله :« تاريخ نيسابور، مدينة الفيروزة » ، « سیرة نيسابوريين » و « نيسابور في المرآة الزمان » .